# Machimia
Machimia är ett släkte av fjärilar. Machimia ingår i familjen plattmalar.

## Bildgalleri

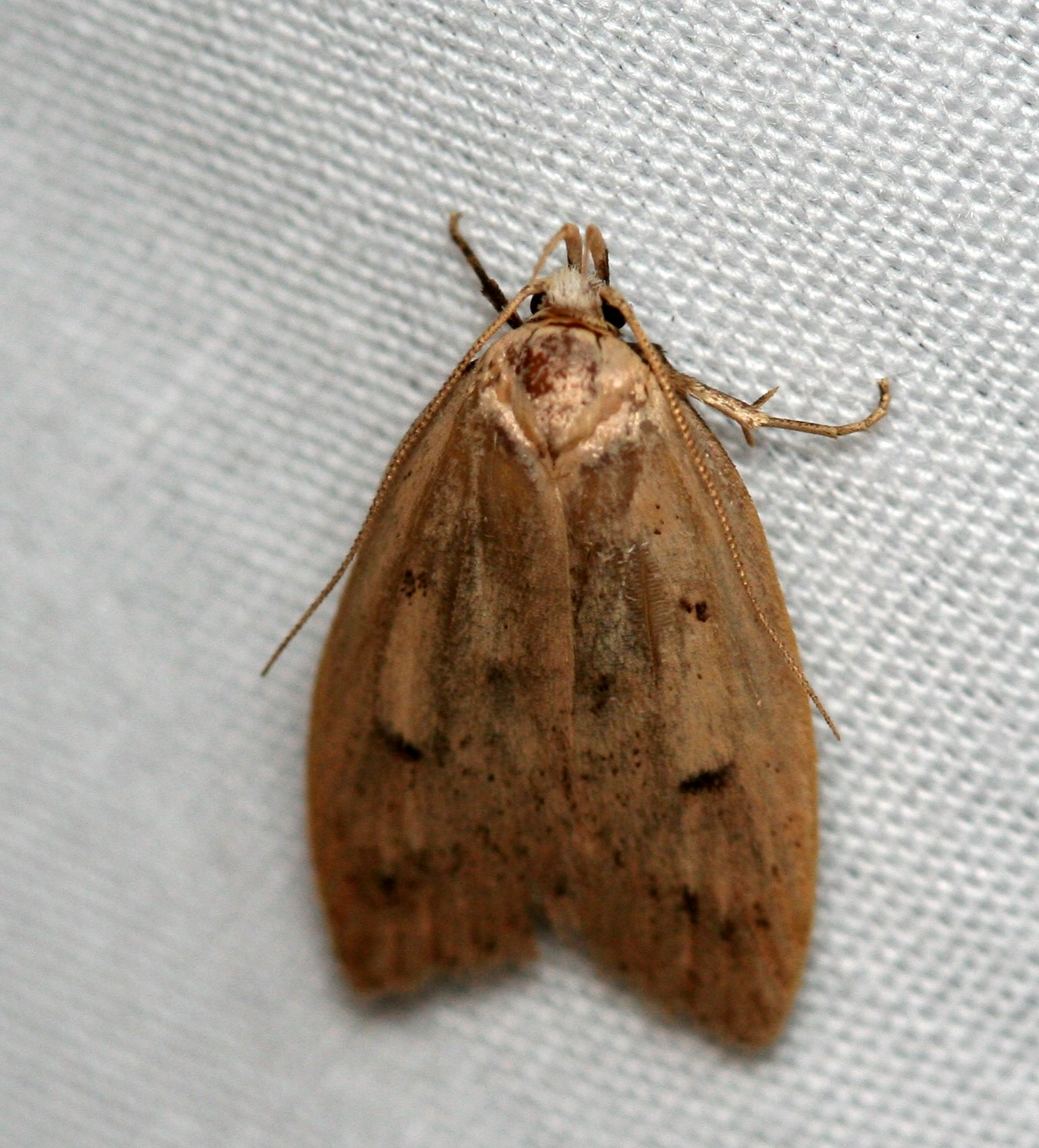
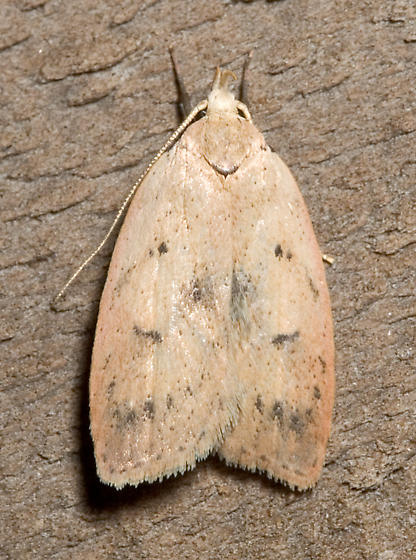

## Dottertaxa tillMachimia, i alfabetisk ordning[1]
- Machimia absumptella
- Machimia achroa
- Machimia aethostola
- Machimia agglomerata
- Machimia albula
- Machimia alma
- Machimia amata
- Machimia anaemica
- Machimia analis
- Machimia ancorata
- Machimia anthracospora
- Machimia atripunctella
- Machimia baliosticha
- Machimia biseriata
- Machimia brachytricha
- Machimia brevicilia
- Machimia caduca
- Machimia caminodes
- Machimia carella
- Machimia carnea
- Machimia cholodella
- Machimia chorrera
- Machimia coccinea
- Machimia coccoscela
- Machimia confertella
- Machimia conspersa
- Machimia costimacula
- Machimia crossota
- Machimia crucifera
- Machimia cruda
- Machimia cryptorrhoda
- Machimia cuphosema
- Machimia cylicotypa
- Machimia cyphopleura
- Machimia defessa
- Machimia delosticta
- Machimia desertorum
- Machimia diagrapha
- Machimia dolopis
- Machimia dystheata
- Machimia ebenosticta
- Machimia eothina
- Machimia eoxantha
- Machimia epicosma
- Machimia erythema
- Machimia eubrocha
- Machimia fernaldella
- Machimia fervida
- Machimia flava
- Machimia guerneella
- Machimia habroptera
- Machimia habroschema
- Machimia haploceros
- Machimia hebes
- Machimia holochra
- Machimia homopolia
- Machimia ignicolor
- Machimia incensatella
- Machimia intaminata
- Machimia interjecta
- Machimia lera
- Machimia leucerythra
- Machimia limbata
- Machimia liosarca
- Machimia loxomita
- Machimia marcella
- Machimia mesogaea
- Machimia metagypsa
- Machimia metaxantha
- Machimia metriopis
- Machimia micromita
- Machimia microptera
- Machimia miltosparsa
- Machimia miltosticha
- Machimia mitescens
- Machimia moderatella
- Machimia mollis
- Machimia morata
- Machimia myodes
- Machimia neochlora
- Machimia nephospila
- Machimia neuroscia
- Machimia notatana
- Machimia notella
- Machimia notoporphyra
- Machimia ochra
- Machimia ochrophanes
- Machimia oncospila
- Machimia oxybela
- Machimia pastea
- Machimia peperita
- Machimia perianthes
- Machimia phaenopis
- Machimia picturata
- Machimia platyporphyra
- Machimia porphyraspis
- Machimia praepedita
- Machimia pseudota
- Machimia pudica
- Machimia pyrocalyx
- Machimia pyrograpta
- Machimia pyrrhopasta
- Machimia pyrrhoxantha
- Machimia repandula
- Machimia restricta
- Machimia rhaphiducha
- Machimia rhodochila
- Machimia rhodopepla
- Machimia rhoecozona
- Machimia rogifera
- Machimia roseomarginella
- Machimia rubella
- Machimia rufa
- Machimia rufescens
- Machimia rufimaculella
- Machimia sarcoxantha
- Machimia sejunctella
- Machimia sericata
- Machimia serva
- Machimia similis
- Machimia sobriella
- Machimia stenomorpha
- Machimia stenorrhoda
- Machimia stygnodes
- Machimia styphlodes
- Machimia submissa
- Machimia sulphurea
- Machimia tentoriferella
- Machimia teratopa
- Machimia thaumastica
- Machimia trigama
- Machimia trunca
- Machimia umbratica
- Machimia vestalis
- Machimia zatrephes
- Machimia zelota